# Scenopinus maai
Scenopinus maai är en tvåvingeart som beskrevs av Kelsey 1970. Scenopinus maai ingår i släktet Scenopinus och familjen fönsterflugor.
Artens utbredningsområde är Thailand. Inga underarter finns listade i Catalogue of Life.